# Gonfalon du Saint-Esprit

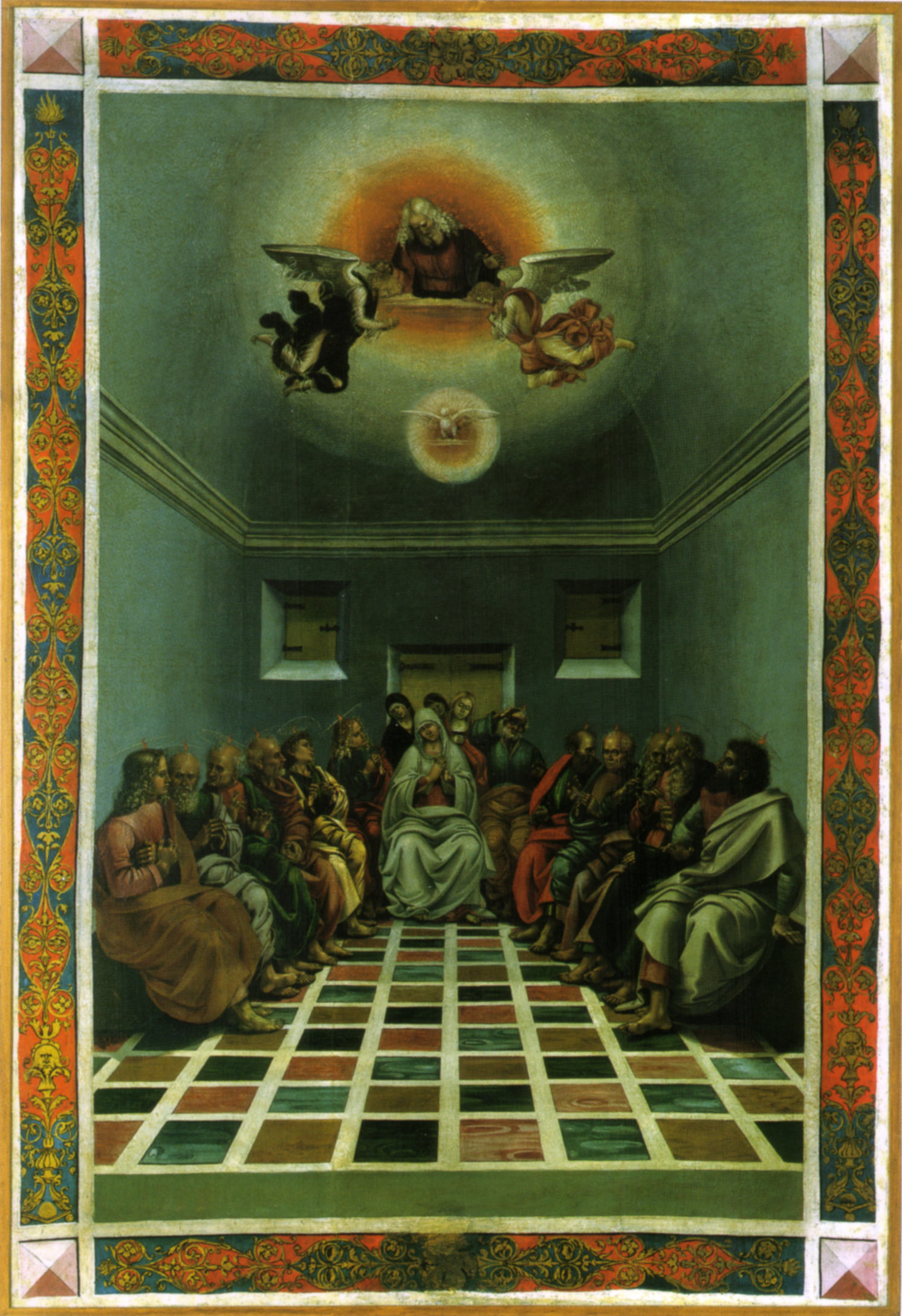
Face de la Descente du Saint-Esprit.

Gonfalon du Saint-Esprit  (en italien : Gonfalone dello Spirito Santo) est une peinture religieuse, un gonfalon réalisé en tempera sur toile de Luca Signorelli, datant de 1494 environ et conservée à la Galerie nationale des Marches à Urbino.

## Histoire
L'œuvre est une bannière de procession, un gonfalon commandé par la Confraternité du Saint-Esprit d'Urbino pour un prix de 20 florins et un délai de quatre mois (contrat signé avec Filippo Gueroli, contact de Signorelli avec les marchés d'Urbino).
Destiné aux processions publiques, il était peint sur les deux faces (Crucifixion et Descente du Saint-Esprit) et fut divisé et présenté en deux panneaux en 1775.

## Description et Iconographie
Deux thèmes chrétiens sont traités d'un manière très conventionnelle :
La CrucifixionÉpisode de la Passion du Christ, il relate sa mort sur la croix, de son supplice sur le mont Golgotha, entouré de la soldatesque (dont Longin et sa lance), leurs chevaux, et des siens éplorés (les trois Marie, Marie-Madeleine, saint Jean, les femmes pieuses) dont Marie évanouie. Le paysage entrevu dans le fond comporte les attributs habituels de la scène : ruines romaines, ville avec fortifications et tours médiévales.
La Descente du Saint-EspritVenue du Saint-Esprit descendant sur l'assemblée de la Vierge et des apôtres autour d'elle, réunis au cénacle de Jérusalem, un espace représenté ici fermé et centré.

## Analyse
La descente du Saint-Esprit possède une perspective centrée très forte sur la figure de Marie, accentuant la présence du Saint-Esprit venu des cieux, lui, centré à son aplomb dans le carré perspectif du plafond, le détail des flancs des ouvertures du fond appuyant encore ce propos géométrique.
Les détails de ces deux représentations révèlent les influences du Pérugin (plantes détaillées, colline dans la Crucifixion) et de Paolo Uccello, de son maître Piero della Francesca (géométrie appuyée dans la Descente du saint-Esprit).